# دنیل هاوستوف
دنیل هاوستوف (استونیایی: Danil Haustov؛ زادهٔ ۱۳ دسامبر ۱۹۸۰) شناگر اهل استونی است. وی در بازی‌های المپیک تابستانی ۲۰۰۴ و ۲۰۰۸ شرکت کرده‌است.